# Monniksspoorkoekoek
De monniksspoorkoekoek (Centropus monachus) is een vogel uit de familie Cuculidae (koekoeken).

## Verspreiding en leefgebied
Deze soort komt voor in noordoostelijk, centraal en westelijk Afrika en telt drie ondersoorten:
- C. m. occidentalis: van Guinea tot noordelijk Angola.
- C. m. fischeri: van zuidelijk Soedan tot noordwestelijk Tanzania.
- C. m. monachus: van Eritrea tot centraal Kenia.